# Эдмунд Хадденгемский
Эдмунд Хадденгемский, или Эдмунд из Хадденгема (англ. Edmund of Hadenham, лат. Edmundus de Hadenham; ум. между 1294 и 1307) — английский хронист, монах-бенедиктинец из приората Св. Андрея в Рочестере, предполагаемый автор местных анналов (лат. Annales Roffenses).

## Жизнь и труды
Биографические данные практически отсутствуют, вероятно, происходил из Хадденгема в Бакингемшире, или из Хадденгема в Кембриджшире.
Согласно разысканиям кентского топографа и антиквария XVI века Уильяма Ламбарда, является автором анналов Рочестера, сохранившихся в составе иллюминированной рукописи, датированной 1355 годом, принадлежавшей клирику и антикварию Джону Джоселину, и ныне хранящейся в Британской библиотеке в собрании Роберта Коттона (Cotton MS Nero D II).
По данным церковного писателя XVII века Генри Уортона, сочинение Эдмунда Хадденгемского представляет собой копию известной хроники XIII века «Цветы истории» (лат. Flores Historiarum), долгое время приписывавшейся некому Матфею Вестминстерскому, и лишь в XX веке атрибутированной Роджеру Вендоверскому, дополненную летописными записями о событиях в Рочестере и местной епархии до 1307 года. Хроника имеет продолжение до 1377 года, сделанное другим почерком анонимным продолжателем, содержание которого не связано с рочестерскими делами.
В 1935 году американский историк Джозайя Кокс Рассел установил, что соавтором анналов мог быть приор Рочестера Джон из Ренхэма.
Впервые анналы Эдмунда Хадденгемского были частично опубликованы в 1691 году в Лондоне вышеупомянутым Генри Уортоном, включившим их в первый том подготовленного им к печати двухтомного собрания «Англия священная» (лат. Anglia Sacra).